# Carlos Tapia
Carlos Daniel Tapia (* 20. August 1962 in San Miguel) ist ein ehemaliger argentinischer Fußballspieler, der mit der Nationalmannschaft seines Heimatlandes 1986 Fußball-Weltmeister wurde.

## Karriere

### Vereinskarriere
Carlos Tapia begann seine fußballerische Laufbahn im Jahre 1980 bei CA River Plate. Nachdem er etwa ein Jahr lang in der Reserve spielte, berief ihn Rivers Trainer Alfredo Di Stéfano, der selbst bei dem Verein spielte, ehe er nach Spanien ging und mit dem Weißen Ballet von Real Madrid zahlreiche Erfolge feierte, erstmals in die erste Mannschaft, nachdem Norberto Alonso, zuvor auf Tapias Position gesetzt, den Verein in Richtung CA Vélez Sarsfield verließ. Im Trikot von River Plate machte Tapia bis 1984 105 Spiele in der Primera División und erzielte dabei vierzehn Tore. 1984 ging Tapia nach Frankreich zu Stade Brest. Nach einem Jahr bei dem Erstligisten aus dem Norden Frankreichs, wo zur damaligen Zeit mit José Luis Brown ein weiterer argentinischer Nationalspieler kickte, wechselte er 1985 zurück nach Argentinien zum größten Rivalen seines alten Vereins River Plate, zu den Boca Juniors. In zwei Jahren absolvierte er 77 Ligaspiele für den Verein aus dem Arbeiterviertel La Boca und schoss dabei 35 Tore. Insgesamt spielte er während seiner Karriere 189 Ligaspiele für die Boca Juniors und erzielte in diesen Spielen 46 Tore. Zwischenzeitlich agierte er immer wieder ein Jahr lang leihweise für andere Clubs, so spielte er unter anderem für den AC Lugano in der Schweiz und CF Universidad de Chile, ehe er jeweils nach einem Jahr nach Buenos Aires zu den Boca Juniors zurückkehrte. 1992 gewann er mit Boca seine zweite argentinische Meisterschaft, seine erste gewann er 1980 mit River Plate, wobei er damals wie auch 1992 nicht Stammkraft war. 1993 gelang zudem der Gewinn der Copa de Oro Nicolás Leoz.

### Nationalmannschaft
Carlos Tapia brachte es in seiner Laufbahn zu neun Länderspielen in der argentinischen Fußballnationalmannschaft. Von Carlos Bilardo, dem Fußball-Nationaltrainer Argentiniens, wurde er ins Aufgebot für die Fußball-Weltmeisterschaft 1986 in Mexiko berufen. Bei dem Turnier wurde er einzig zweimal eingewechselt, im ersten Vorrundenspiel gegen Südkorea (3:1) kam er in der 73. Spielminute für Pedro Pasculli, im legendären Viertelfinalmatch gegen England (2:1), als Diego Maradona mit der Hand Gottes das 1:0 und mit dem Tor des Jahrhunderts das 2:0 markierte, in der 75. Minute für José Luis Brown. Nach dem Viertelfinale wurde er nicht mehr eingesetzt. Seine Mannschaft indes erreichte das Endspiel und gewann dieses im Aztekenstadion von Mexiko-Stadt gegen Deutschland mit 3:2. Neben der Fußball-Weltmeisterschaft 1986 spielte Carlos Tapia mit der Nationalelf Argentiniens noch die Copa América 1987 im eigenen Land, wo Argentinien Vierter wurde. Seine Zeit in der Nationalelf endete nach der Südamerikameisterschaft nach nur einem Jahr und neun Einsätzen, in denen ihm ein Tor gelang.